# Rabelo
 (décembre 2023).
Si vous disposez d'ouvrages ou d'articles de référence ou si vous connaissez des sites web de qualité traitant du thème abordé ici, merci de compléter l'article en donnant les références utiles à sa vérifiabilité et en les liant à la section « Notes et références ».

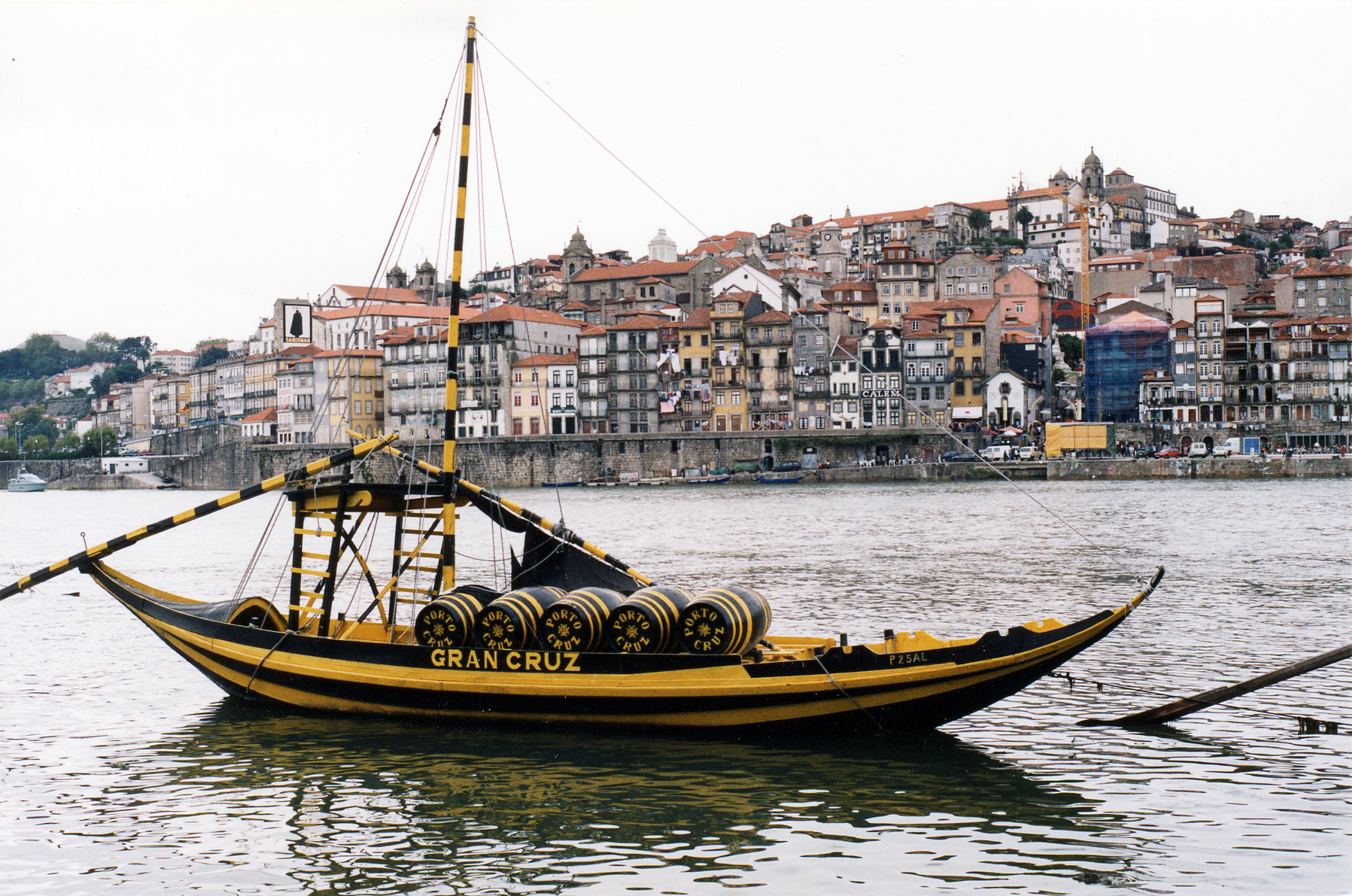
Un rabelo sur le fleuve Douro.

Un barco rabelo ou rabelo est un type d'embarcation à fond plat, sans quille et doté d'un mât portant une voile carrée. Ces bateaux sont utilisés dès le XIIIe siècle sur le fleuve Douro au Portugal pour le transport du vin,.

## Historique

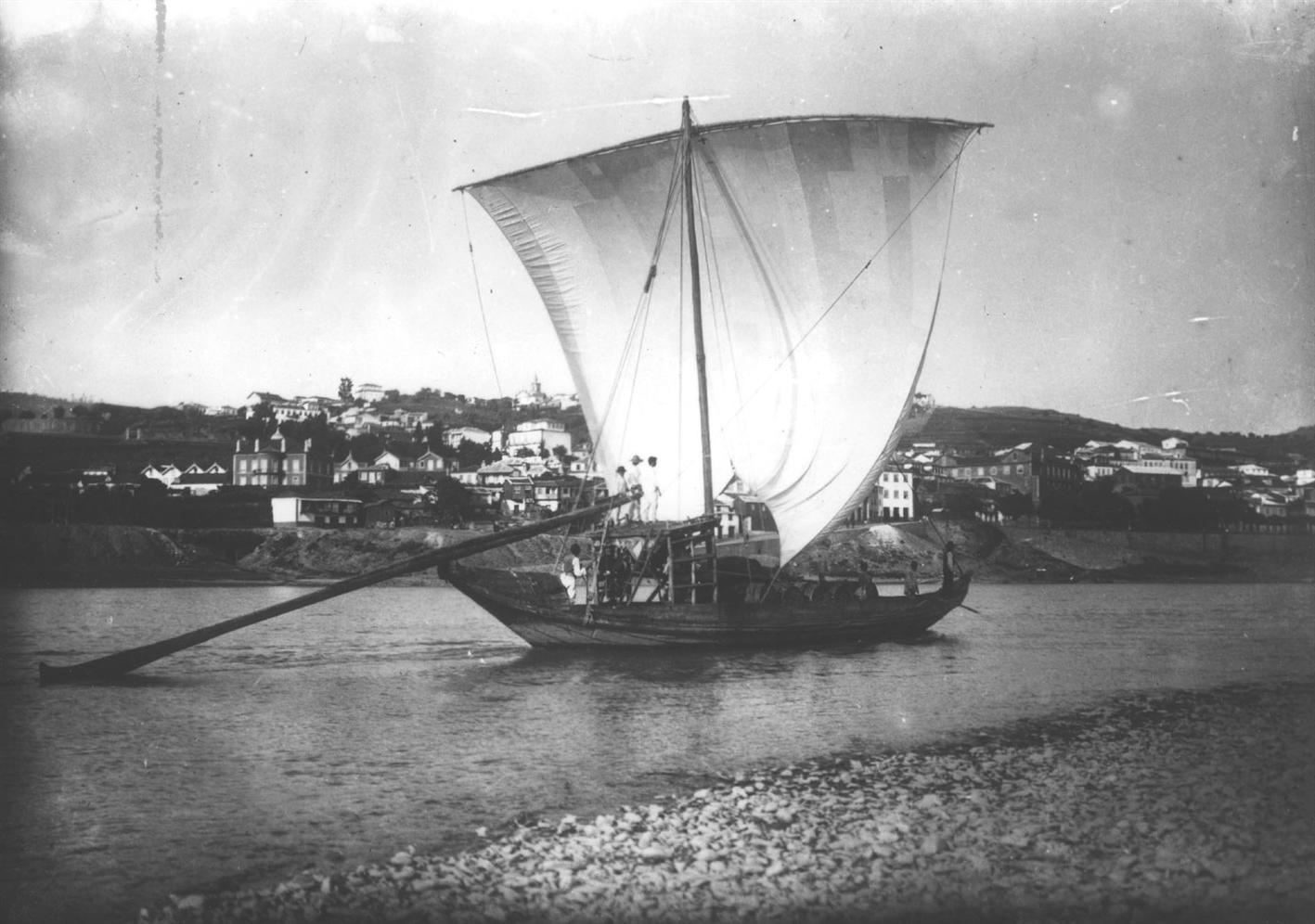
Barco rabelo en 1911.

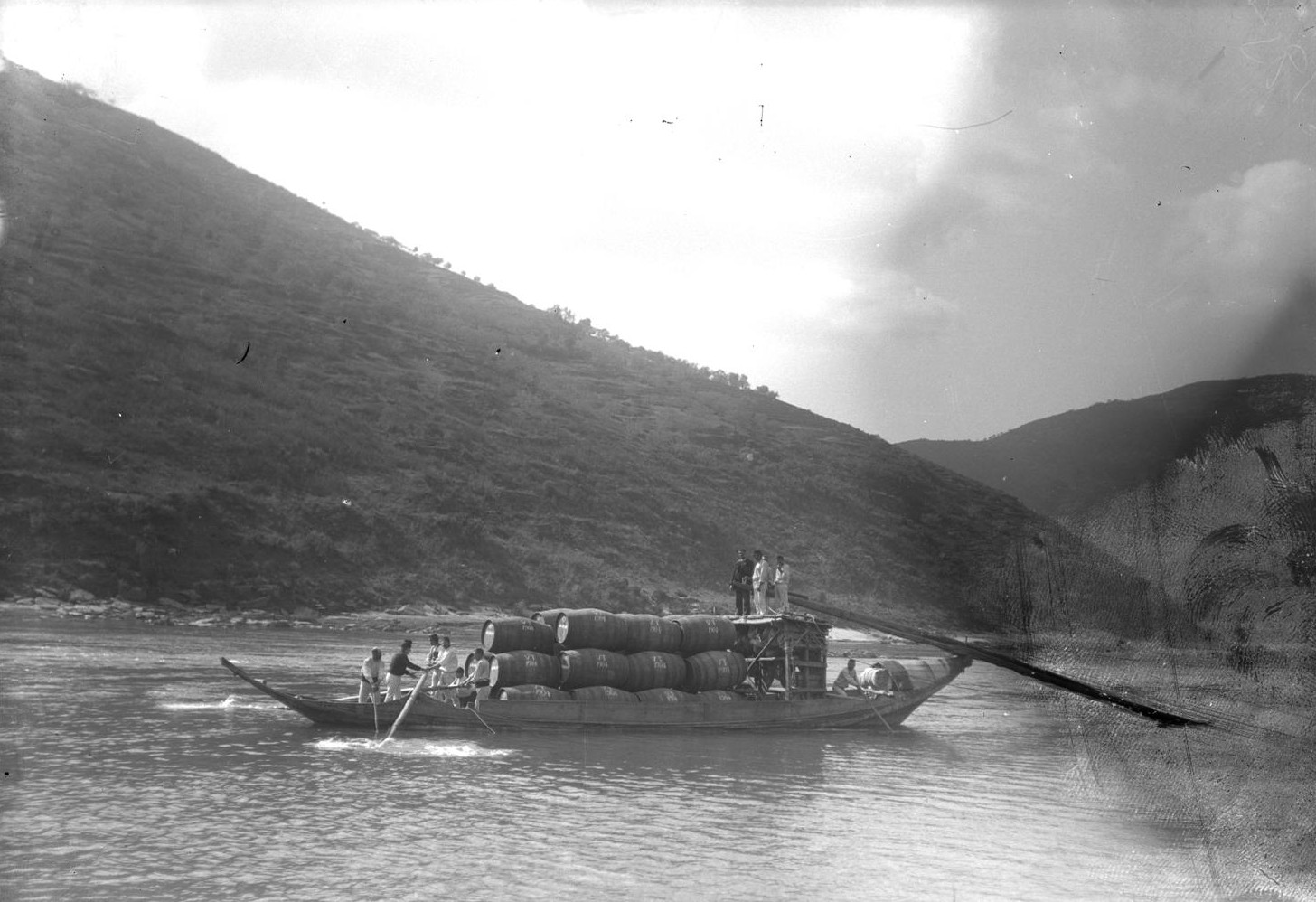
Barcos rabelos transportant des fûts de vin sur le Douro au début du XXe siècle.

Dès le XIIIe siècle, les barcos rabelos étaient le moyen le plus rapide et le plus efficace pour transporter les fûts de vin entre la vallée du Douro où il était produit et la ville de Porto où il était commercialisé et exporté internationalement.
En 1887, avec la création de la ligne de chemin de fer suivant la vallée du Douro et le développement des routes carrossables durant le XXe siècle, le trafic fluvial assuré par les barcos rabelos a commencé à baisser. En 1961, avec le début du programme hydroélectrique du Douro sur le plan national, il ne restait plus que six barcos rabelos en activité permanente.

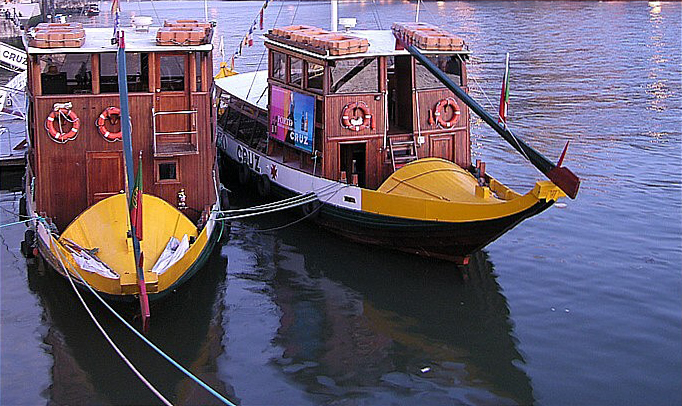
Modernes barcos rabelos pour transporter les touristes.

Aujourd'hui, ces bateaux ont perdu leur fonction d'origine, mais conservent encore un attrait touristique. Les derniers sont ancrés devant les sociétés de vente de porto, sur les rives du Douro.
Tous les ans, le 24 juin, le jour de la Saint-Jean, est organisée une régate de barcos rabelos.

## Description et usage
Les rabelos présentent un seul mât portant une voile carrée. Leur coque à fond plat, sans quille, permet la navigation avec de faibles profondeur d'eau. D'une longueur variant de 19 mètres à 23 mètres et une largeur de 4,5 mètres, ils étaient manœuvrés par six ou sept hommes. Les barcos rabelos se laissaient entraîner par le courant la plupart du temps. Pour remonter le courant, ils se faisaient haler.
Les embarcations naviguaient sur le fleuve Douro entre les régions viticoles en amont et les villes de production du vin de porto : Porto et Vila Nova de Gaia.

## Galerie d'images

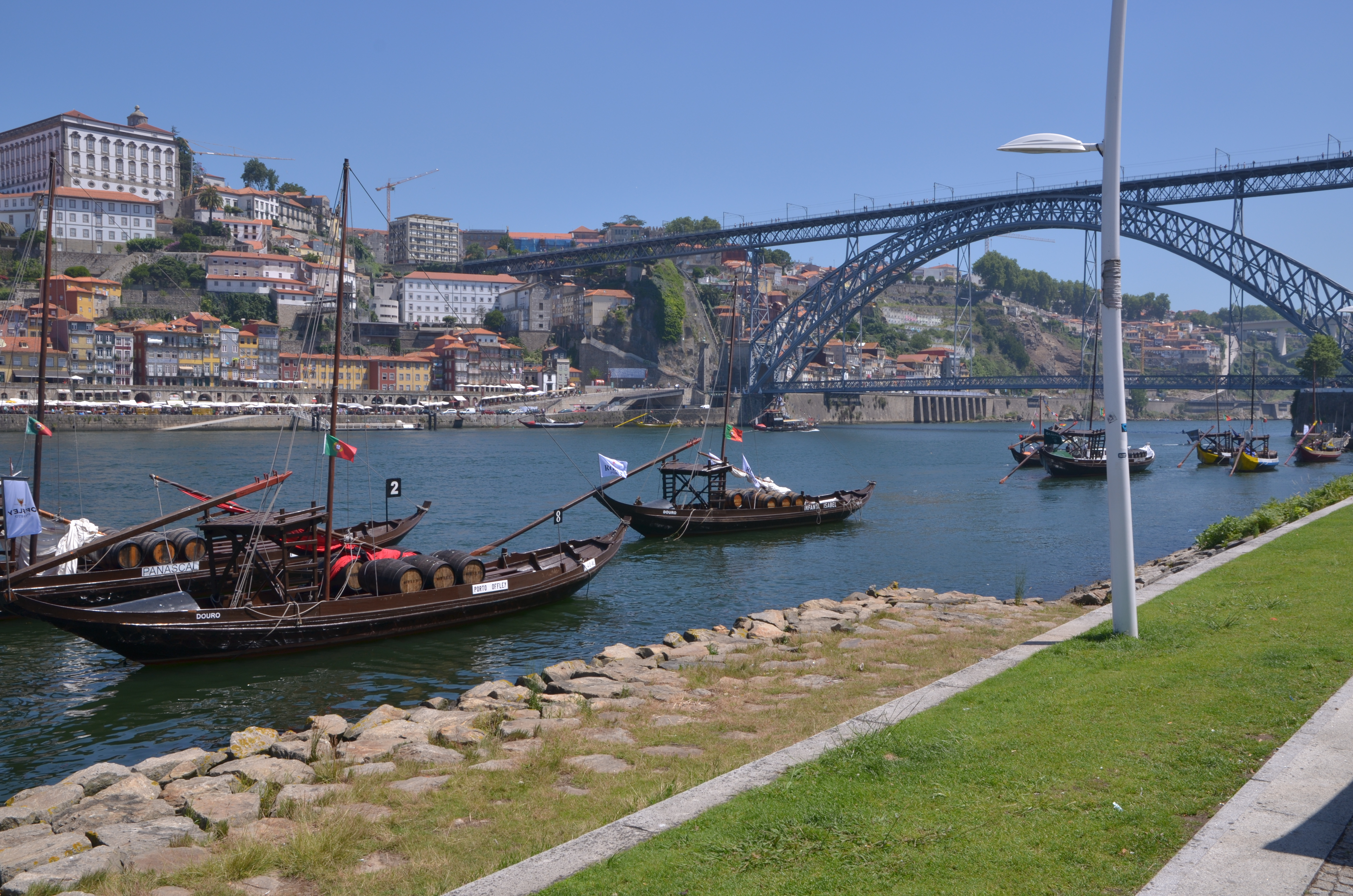
Barcos rabelos devant le pont Louis-Ier.
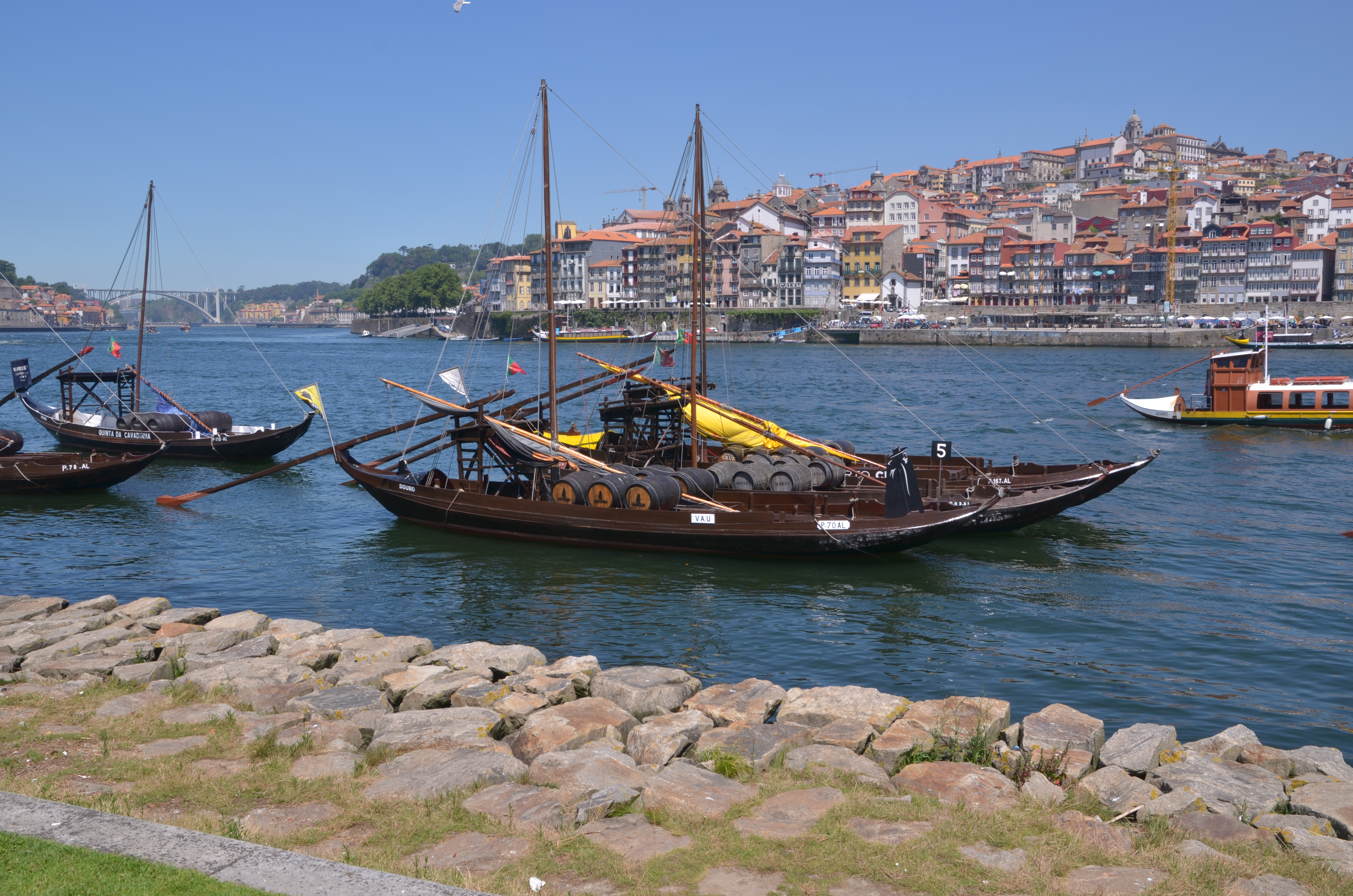
Barcos rabelos sur le Douro.
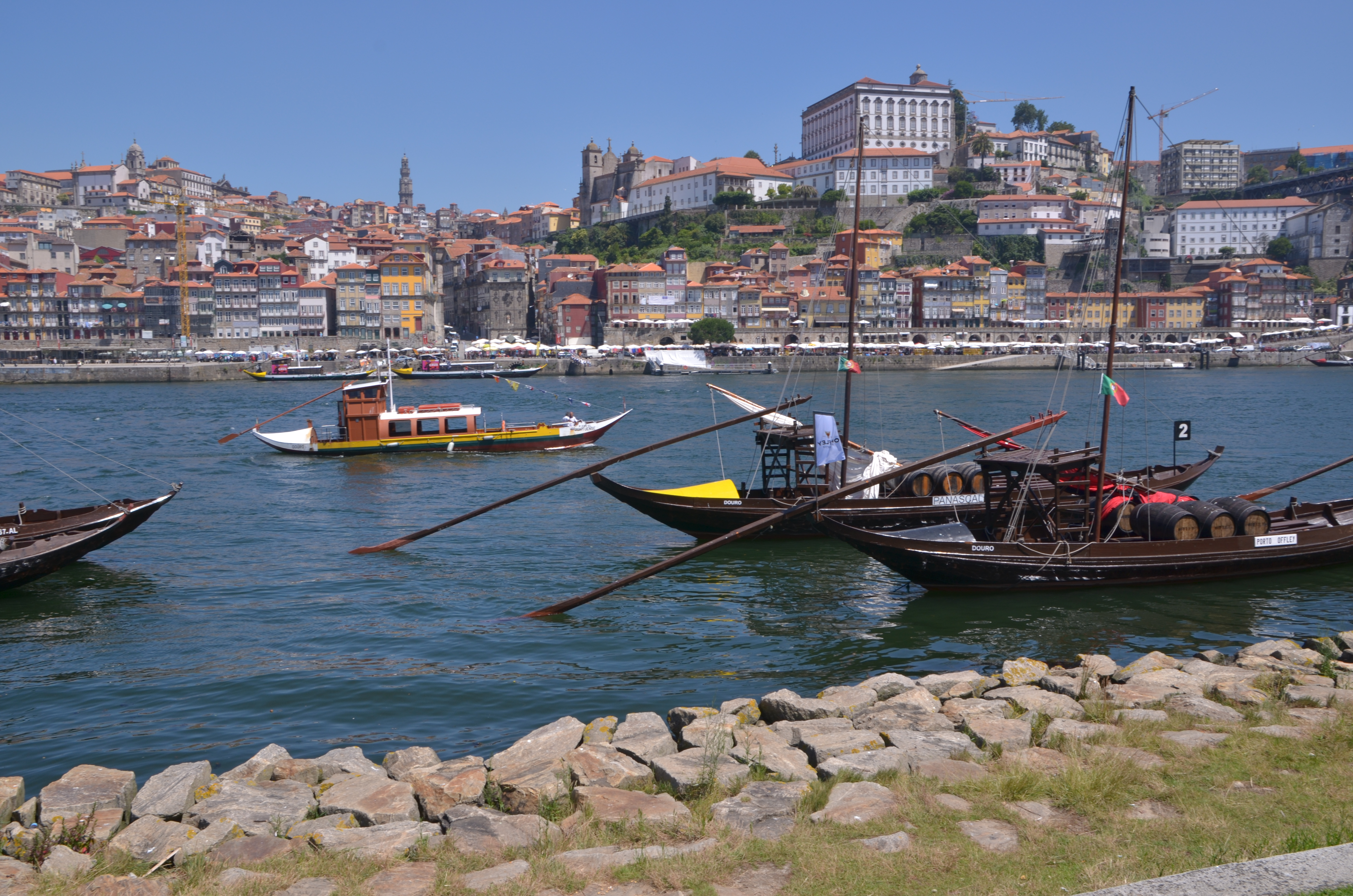
Vue latérale des barcos rabelos.
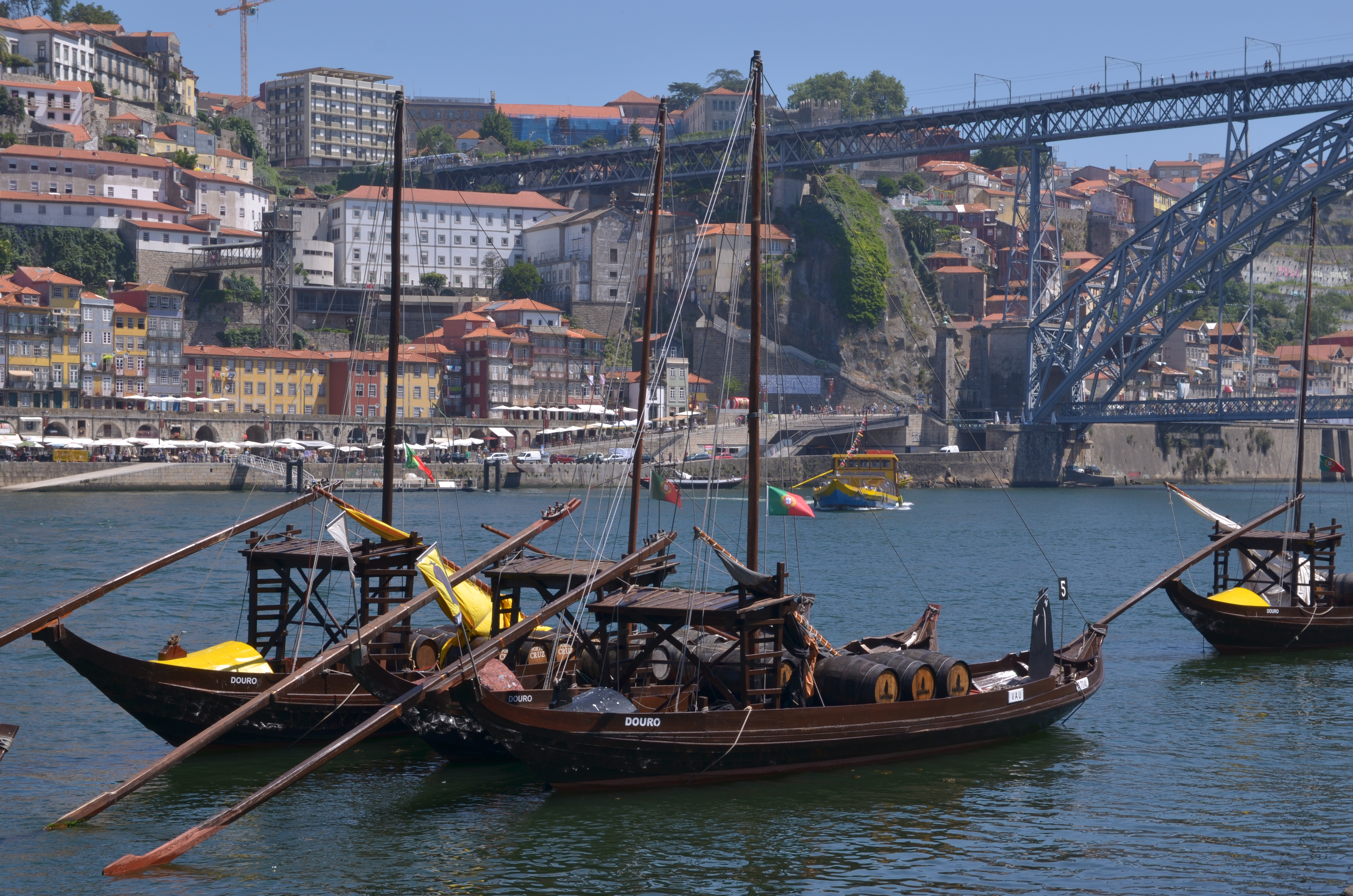
Vue rapprochée des barcos rabelos.
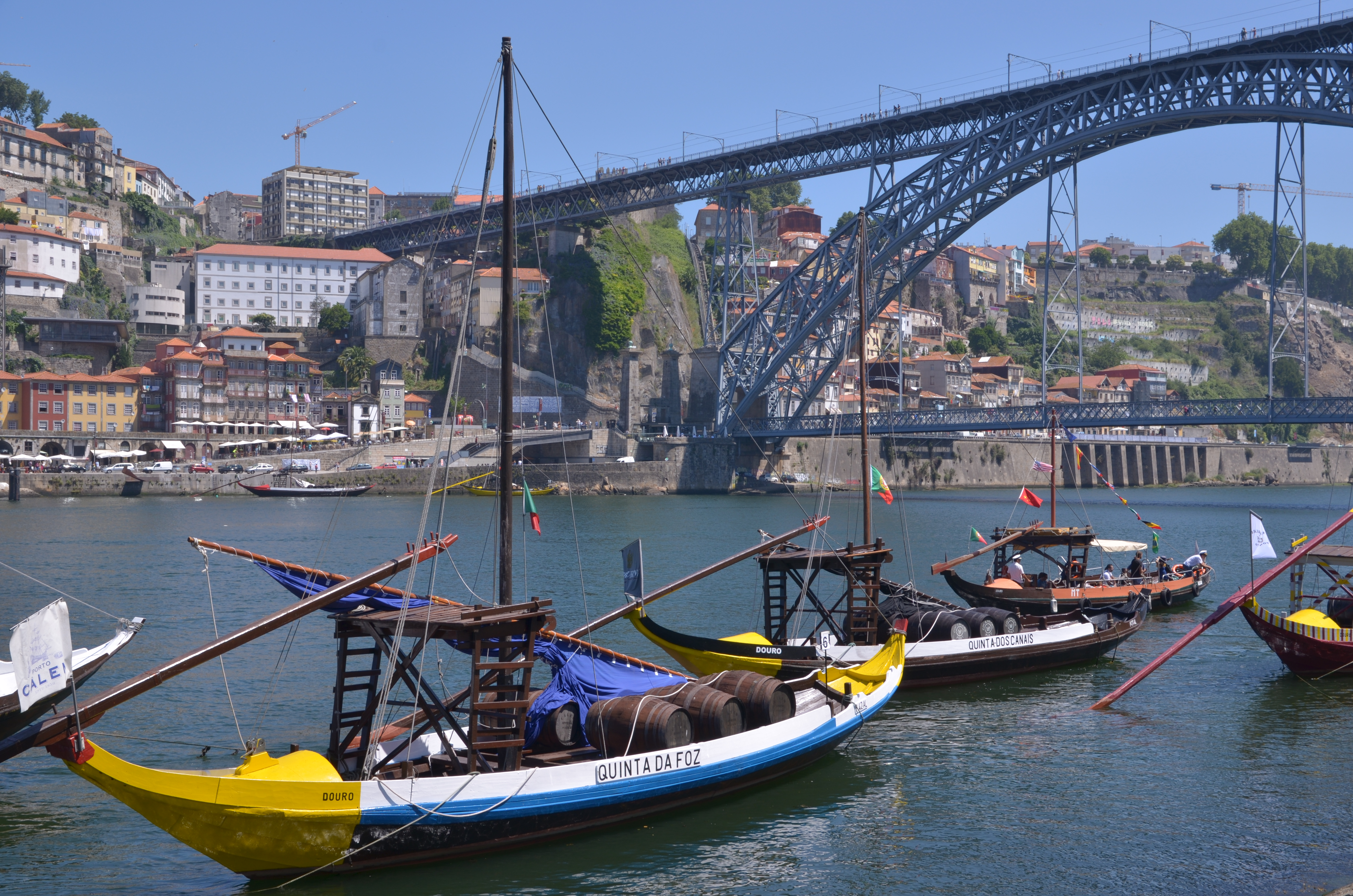
Barcos rabelos à Vila Nova de Gaia.
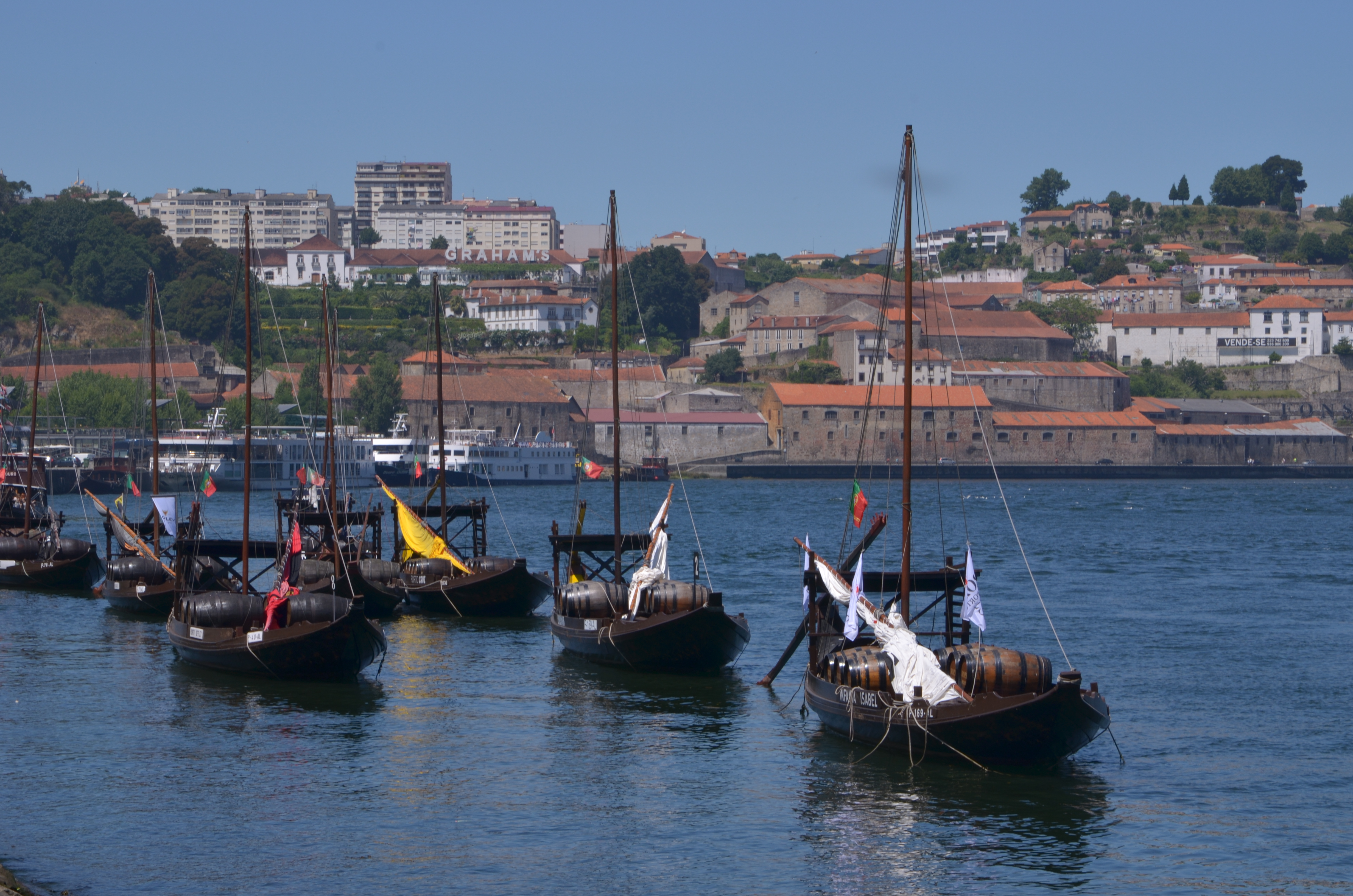
Barcos rabelos face à Vila Nova de Gaia.